# 服部玄蕃
服部 玄蕃（はっとり げんば、生年不詳 -1560年）は戦国時代 の武将。織田氏の家臣。

## 略歴
永禄3年（1560年）、桶狭間の戦いにおいて侍大将を務めた。松平元康配下の松平勢が丸根砦を攻めた際、織田勢守将の佐久間盛重が一時撤退を命じたが、玄蕃が交戦を主張し、盛重がこれを承諾。一丸となって砦を打って出た。急な突撃で松平軍は崩れ松平正親、高力重正らが討死した。夜が明けてからも一進一退の攻防が続いたが後に織田勢はことごとく討死した。玄蕃もここで討死したとされる。